# 아카에촌
아카에촌(赤江村)은 시마네현 노기군에 설치되었던 촌이다. 현재의 야스기시에 해당한다.